# 폴레비크

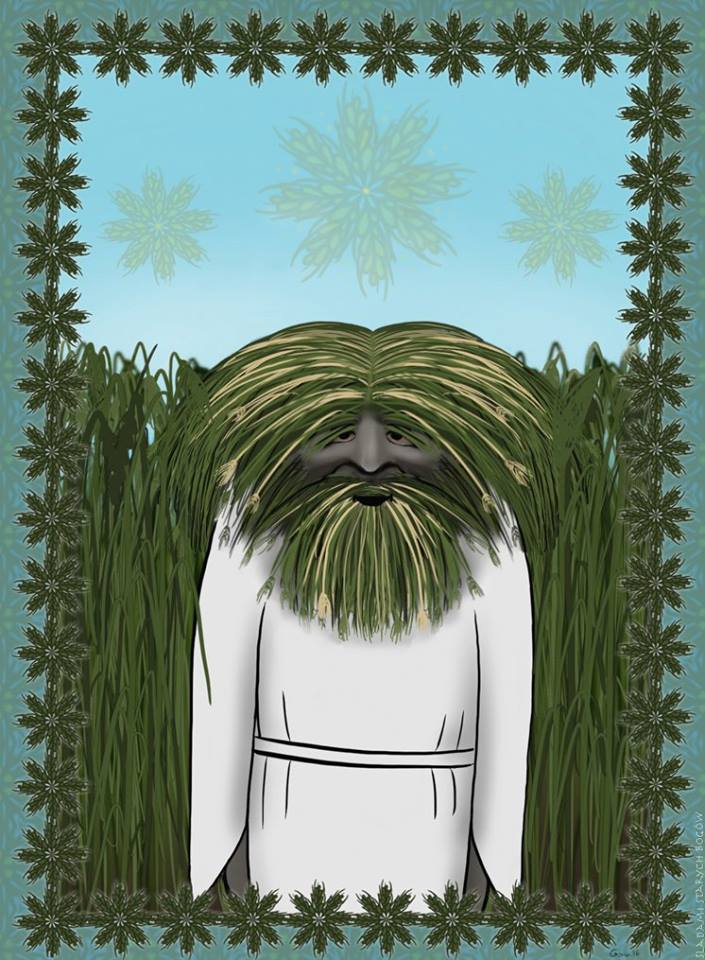

폴레비크(Polevik)는 슬라브 신화에 나오는 들판의 정령이다. 밀밭에 숨어 있다가 갑자기 튀어나와 길 가는 사람을 잘못된 길로 가게 하거나 술 취한 사람을 살해하며, 농장 일꾼의 아이를 데려가거나 밀밭에서 길을 잃게 만드는 것으로 알려져 있다. 이들의 몸은 흙 색깔이고 머리카락은 풀 색깔이다. 여자 폴레비크는 흰옷을 입은 아름다운 여인의 모습을 하고 있다. 폴레비크를 퇴치하려면 달걀 두 개와 늙은 수탉을 밭 모서리에 두어야 한다.